# سنتینل (فیلم ۲۰۲۱)
سنتینل (به فرانسوی: Sentinelle) یک فیلم اکشن، جنایی و دلهره‌آور فرانسوی محصول سال ۲۰۲۱ به کارگردانی ژولین لکلرک با بازی اولگا کوریلنکو و مریلین لیما است.

## داستان
کلارای سی و سه ساله، مترجم ارتش فرانسه است. وی پس از تجربه وحشت از جنگ در سوریه، در قالب عملیات سنتینل به نیس منتقل می‌شود…

## تولید
فیلمبرداری بیش از ۳۵ روز در نوامبر و دسامبر ۲۰۱۹ در بروکسل، بلژیک، نیس، فرانسه، و کازابلانکا، مراکش فیلمبرداری شد. با این حال، پس از تولید به دلیل همه‌گیری ویروس کرونا متوقف شد.